# Мустафа Ертан
Мустафа Ертан (тур. Mustafa Ertan, 21 квітня 1926, Анкара — 17 грудня 2005, Бурса) — турецький футболіст, що грав на позиції захисника, за клуби «Анкарагюджю» та «Бешикташ», а також національну збірну Туреччини. По завершенні ігрової кар'єри — тренер.
Чемпіон Туреччини. 

## Клубна кар'єра
У футболі дебютував 1949 року виступами за команду «Харп Окулу», в якій провів один сезон. 
Своєю грою за цю команду привернув увагу представників тренерського штабу клубу «Анкарагюджю», до складу якого приєднався 1952 року. Відіграв за команду з Анкари наступні чотири сезони своєї ігрової кар'єри.
Протягом 1956—1959 років захищав кольори команди «Мухафізгюджю».
1959 року уклав контракт з клубом «Бешикташ», у складі якого провів наступні два роки своєї кар'єри гравця. 
Завершив професійну ігрову кар'єру у клубі «Тюрк Телекомспор», за команду якого виступав протягом 1961—1964 років.

## Виступи за збірну
1949 року дебютував в офіційних матчах у складі національної збірної Туреччини. Протягом кар'єри у національній команді, яка тривала 13 років, провів у її формі 29 матчів, забивши 1 гол.
У складі збірної був учасником  футбольних турнірів на Олімпійських іграх 1952 року у Гельсінкі і Олімпійських іграх 1960 року у Римі.
У складі збірної був учасником чемпіонату світу 1954 року у Швейцарії, де зіграв з ФРН (1-4), Південною Кореєю (7-0) і в переграванні з ФРН (2-7).

## Кар'єра тренера
Розпочав тренерську кар'єру, ще продовжуючи грати на полі, 1961 року, очоливши тренерський штаб клубу «Тюрк Телекомспор».
1969 року став головним тренером команди «Анкарагюджю», тренував команду з Анкари один рік.
Згодом протягом 1972–1973 років очолював тренерський штаб клубу «Трабзонспор».
1973 року прийняв пропозицію попрацювати у клубі «Бурсаспор». Залишив команду з Бурси того ж року.
Протягом тренерської кар'єри також очолював «Хачтепе» та «Шекерспор».
Останнім місцем тренерської роботи був клуб «Бурсаспор», головним тренером команди якого Мустафа Ертан був протягом 1975 року.
Помер 17 грудня 2005 року на 80-му році життя у місті Бурса.

## Титули і досягнення
- Чемпіон Туреччини (1):

«Бешикташ»: 1959—1960